# 십구각형

정십구각형

기하학에서 십구각형은 변과 각이 각각 19개인 다각형을 말한다. 한 내각의 크기가 약 161.052°이며 모든 내각의 총합은 3060°이다.외각의 크기는 약 18.958도이다.
한 변의 길이가 {\displaystyle t} 인 정십구각형의 외접원의 반지름의 길이는 아래와 같다.
{\displaystyle R={\frac {t}{2}}\csc {\frac {180}{19}}} (angle in degrees)
한 변의 길이가 {\displaystyle t} 인 정십구각형의 넓이는 아래와 같다.
{\displaystyle {\frac {19}{4}}t^{2}\cot {\frac {\pi }{19}}\simeq 28.4652\,t^{2}.}
19는 페르마 소수는 아니지만 피어폰트 소수이므로 정십구각형은 눈금 없는 자와 컴퍼스 만으로는 작도가 불가능하나, 눈금이 있는 자를 사용하는 뉴시스 작도로는 작도가 가능하다.